# Ramón Valdés
Ramón Esteban Gómez Valdés y Castillo (Ciudad de México, 2 de septiembre de 1924-Ciudad de México, 9 de agosto de 1988), conocido como Ramón Valdés, fue un actor y comediante mexicano. Es conocido principalmente por haber interpretado al personaje de Don Ramón, en la serie El Chavo del 8. Sus habilidades para la comedia, reflejadas en algunos de sus trabajos, lo respaldaron hasta el punto de ser valorado como uno de los mejores comediantes de México.
Nacido en Ciudad de México, se crio en el seno de una familia humilde y numerosa. Hizo su debut como actor en 1949 con un papel en la película Calabacitas tiernas, filme en el cual apareció junto a su hermano mayor Germán Valdés, conocido como «Tin Tan». Gracias a él, Ramón se interesó en el mundo artístico e inició su propia carrera de la mano de Germán, ya que este le ayudó a conseguir papeles menores o como extra en varias películas producidas durante el transcurso de la Época de Oro del cine mexicano. Ambos además tuvieron otros dos hermanos que igual se dedicaron a la actuación y la comedia, Manuel «El Loco Valdés» y Antonio «El Ratón Valdés».
En 1968, conoció a Roberto Gómez Bolaños, con quien comenzó a trabajar en programas como Los supergenios de la mesa cuadrada (1968), Chespirito (1970) y El Chapulín Colorado (1973) con varios papeles. Sin embargo, fue en la producción El Chavo del 8 (1971) donde Valdés ganó fama internacional, pero abandonó el proyecto en 1979. Hizo un breve regreso al mismo en 1981, siendo este su último año y trabajo en conjunto con Bolaños. En 1982, protagonizó la serie venezolana Federrico con Carlos Villagrán, y seis años después trabajó nuevamente con él en ¡Ah qué Kiko! (1987). Aunque ambas fueron un derivado inspirado en el Chavo del 8, ninguna de las dos producciones recabó la popularidad de la emisión de Bolaños. Tras padecer algunas enfermedades, falleció en 1988 a los 63 años de edad.
Décadas posteriores a su muerte, Valdés logró ganarse un estatus como persona de culto gracias a su personificación como Don Ramón. Esta hazaña la alcanzó principalmente en Brasil, donde su personaje es conocido como Seu Madruga y se le considera como un icono pop de la cultura brasileña.

## Biografía y carrera

### 1924-1949: primeros años y oficios varios
Ramón Esteban Gómez Valdés y Castillo nació el 2 de septiembre de 1924 en Ciudad de México, siendo hijo de Rafael Gómez Valdés Angelini, un agente de aduanas, y Guadalupe Castillo, una ama de casa.
Cuando Ramón tenía dos años de edad, sus padres decidieron emigrar a Ciudad Juárez, Chihuahua, donde también se llevaron a sus nueve hermanos: Germán, Manuel, Antonio, Rafael, Guadalupe, Pedro, Armando, Cristóbal, y Amanda. Esta última mencionada falleció a temprana edad. Todos los hijos del matrimonio tenían su propio sobrenombre, y así, Ramón era conocido como «Moncho».
Al crecer, Valdés se desempeñó en múltiples actividades y oficios que le aparecían al momento, mismos en los que era inestable, por lo que a menudo afrontaba problemas económicos. Durante esa etapa, su hermano mayor, Germán, trabajaba como locutor en una radiodifusora local, hecho que lo llevó a participar en películas, lo cual fomentaría a un cambio en la vida de Ramón.

### 1949-1956:Época de Oro del cine mexicano

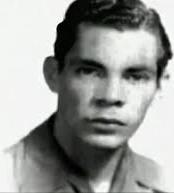
Fotografiado en su juventud.

La carrera de Valdés comenzó durante el transcurso de la Época de Oro del cine mexicano, participando en la película Calabacitas tiernas de 1949. Ese mismo año actuó en las películas Soy charro de levita, Novia a la medida y El rey del barrio.
A inicios de la década de 1950, siguió apareciendo al lado de su hermano Tin Tan en La marca del Zorrillo y Simbad el mareado. En 1951 participaría en tres películas realizando cameos y en algunas partes colaborando en el guion junto a la interpretación de personajes secundarios. En 1952 grabaría junto a su hermano mayor y el director mexicano Gilberto Martínez Solares la película Las locuras de Tin Tan, que recibió una reseña negativa de Emilio García Riera en Historia documental del cine mexicano: 1951-1952, el cual criticó el guion de la película, diciendo que Germán Valdés «pagó cara la sustitución de su buen argumentista habitual Juan García por un «humorista» tan calamitoso como lo era [Carlos] León», poniendo como ejemplos chistes como el personaje de Valdés diciendo «siempre he de andar en líos de faldas» mientras estaba en la falda de un volcán.
En 1953 actuaría en tres películas, tomando un papel protagonista en Dios los cría. Al año siguiente actuó en la película Mulata junto a Ninón Sevilla y Pedro Armendáriz. En 1955 sería parte del elenco de apoyo para las películas Escuela de vagabundos y La vida no vale nada, protagonizadas por Pedro Infante y siendo las primeras cintas en las que no actuaría al lado de su hermano mayor Tin Tan y el director Martínez Solares. En 1956 Valdés seguiría actuando como personaje secundario en la película Una movida chueca, dirigida por Rogelio A. González. Ese mismo año volvería a rodar cuatro películas junto a su hermano mayor, Germán. Además tendría un papel extra en la película El inocente, donde actuaría junto a Pedro Infante y Silvia Pinal.

### 1957-1967: continuación con papeles menores
En 1957, participó junto a Germán Valdés en Las aventuras de Pito Pérez, la primera cinta junto a su hermano sin la dirección de Martínez Solares. Al año siguiente año actuaría junto a la rumbera cubana María Antonieta Pons en las películas Las mil y una noches y La odalisca n.º 13, esta última junto al dúo Viruta y Capulina. A mediados de ese año el guionista y actor Roberto Gómez Bolaños lo llamó para ser parte del elenco de su película Tres lecciones de amor, siendo este su primer contacto con Chespirito.
A inicios de la década de los sesenta, trabajó en la película Vivir del cuento. El mismo año, actuó en la cinta Variedades de medianoche y también participó en Tin Tan y las modelos, y El fantasma de la opereta. En 1961, intervino en seis películas, destacando en El duende y yo junto a su hermano Germán y María Esquivel. En 1962, hizo en siete películas, interpretando personajes primarios en dos de ellas, además de compartir reparto con Eulalio González, María Elena Velasco y volver a actuar junto a Pedro Armendáriz en Los valientes no mueren y Viruta y Capulina en la película ¡En peligro de muerte!, dirigida por Roberto Gómez Bolaños. Al año siguiente tomaría un papel protagónico en la película bíblica El tesoro del rey Salomón, al lado de Germán Valdés, Fanny Kaufman «Vitola» y Ana Bertha Lepe. Participaría en dos películas más y tendría un papel secundario en la película Entrega inmediata, junto a Cantinflas. En 1964 estuvo en cinco películas, dándole mayor efectividad a sus personajes. Al año siguiente participó en nueve películas, siendo de talla protagónica en la película El pecador, en la cual compartió créditos junto a Joaquín Cordero, Marga López, Arturo de Córdova y Pina Pellicer, actriz que falleció antes del lanzamiento de la cinta. Ese año volvería a compartir roles junto a Cantinflas en la película El señor doctor.
En 1966 actuaría en tres películas, mostrando más protagonismo en la película El falso heredero, en la cual compartió créditos junto a José Jiménez Fernández, Cesáreo Quezadas Cubillas «Pulgarcito», Miguel Ángel Álvarez y Sara García. A mitad de 1967 grabó la película Corona de lágrimas, protagonizada por Marga López y Enrique Lizalde. Al año siguiente grabaría dos películas, siendo protagonista en El aviso inoportuno, además de que en cada segmento de la película donde los personajes encuentran un empleo son acompañados de alguna personalidad del cine y TV de la época. Además filmó ese año la cinta El cuerpazo del delito, donde actuaría junto a Roberto Gómez Bolaños en el segundo episodio, titulado «La Rebelde»; sin embargo su estreno se llevó a cabo recién el 9 de julio de 1970. Ramón Valdés y Roberto Gómez Bolaños, «Chespirito», hicieron amistad durante la filmación de esta película. Ese año grabaría junto a Hilda Aguirre La hermanita Dinamita, con Tin Tan Valdés Chanoc en las garras de las fieras y Los Polivoces en ¡Ahí, madre!, de Roberto Gómez Bolaños.

### 1968-1982: colaboraciones con Roberto Gómez Bolaños y éxito
En 1968, el guionista, director y actor Roberto Gómez Bolaños, «Chespirito», que había trabajado con Viruta y Capulina, se encontraba armando el elenco de un nuevo programa de televisión. Como era admirador de Valdés, le llamó para que se integrara al equipo. Así, ese mismo año Valdés empieza a trabajar en la serie Los supergenios de la Mesa Cuadrada, junto con Rubén Aguirre y María Antonieta de las Nieves. En 1972 ese programa se transformó en Chespirito, que duró hasta 1973 en su primera versión emitida.
En 1971, Valdés, que había entablado amistad con Bolaños, pasó a formar parte de la comedia El Chavo del 8, dirigida por Enrique Segoviano, donde encarnó el papel de Don Ramón, un habitante de la vecindad caracterizado por su holgazanería y exagerada vagancia; pero en especial por su eterna confrontación con el señor Barriga y doña Florinda, aunque en el fondo era un personaje de gran corazón y ternura. Gómez Bolaños le ofreció el personaje pensando que era el actor ideal para darle vida, ya que su idea era que Valdés actuara como acostumbraba a ser en su vida cotidiana o como le especificó Gómez Bolaños, «sé tú mismo», con lo que su popularidad se consolidó y creció a dimensiones que nunca consiguió en otros proyectos. Ese mismo año volvería a grabar con Mario Moreno en el largometraje, El profe. Además aparecería en la tercera temporada de la serie de televisión mexicana de comedia de situación Los Beverly del Peralvillo.
En 1972 comenzó El Chapulín Colorado, una comedia también dirigida por Gómez Bolaños. En ella realizó las interpretaciones de «Súper Sam», el «Rasca Buches», «Pirata Alma Negra», «Tripa Seca» y el «Peterete» (en este último, haciendo comparsa con el «Chómpiras»). Así, con los programas en los que participó bajo la dirección de Roberto Gómez Bolaños, Valdés experimentaba lo que nunca antes había sentido: el reconocimiento y protagonismo que nunca tuvo junto a su hermano «Tin Tan», con quien grabaría ese mismo año la película Chanoc contra el tigre y el vampiro, además de tener un papel secundario en Hijazo de mi vidaza, película protagonizada por Eduardo Manzano. Al año siguiente Valdés volvería a grabar junto a Manzano la película Entre pobretones y ricachones, y además seguiría participando en la película de aventuras de Chanoc de Humberto Gurza titulada Chanoc y las tarántulas; allí Ramón Valdés participaría en una película por primera vez junto a su sobrina Rosalía Valdés, producida y protagonizada por su hermano Germán, y siendo esta la última película que grabó junto a él, ya que este fallecería a causa de un coma hepático derivado de un cáncer de páncreas el 29 de junio de 1973. Tras este hecho, Ramón estuvo de duelo sin poder grabar ninguna película al año siguiente.
En 1975, Valdés volvería al rodaje en Chanoc en el foso de las serpientes, tomando el papel de Tsekub Baloyán, personaje que interpretaba su fallecido hermano, Germán. Luego retomó el mismo papel en el largometraje Chanoc en la isla de los muertos. Al año siguiente se estrenaría una de las primeras películas de Chespirito junto a su elenco popular, El Chanfle, dirigida por Enrique Segoviano, donde Valdés interpretaría a Moncho Reyes, entrenador del equipo de fútbol del Club América. Ese año grabaría junto a Carmen Salinas y Rafael Inclán el El secuestro de los cien millones, participaría en el rodaje de En esta primavera, protagonizada por el célebre cantante y compositor mexicano Juan Gabriel, y continuaría siendo protagonista en una nueva película del personaje de aventuras Chanoc.

#### Problemas y separación laboral con Bolaños
A pesar de la fama y el reconocimiento, en 1979 renunció a los dos programas de Chespirito. Algunos rumores indicaron que esto habría sido producto de desacuerdos surgidos debido al salario, mientras que otros afirman que fue por solidaridad con su colega y amigo Carlos Villagrán, o por diferencias personales entre sus compañeros de trabajo que se hacían cada vez más fuertes y finalmente conllevaron a una separación definitiva. En una entrevista, Esteban Valdés, hijo del actor, declaró que la salida de su padre se había debido a que Florinda Meza ― pareja de Gómez Bolaños ― quería tener el control absoluto sobre el programa. Esta situación habría causado incomodidad a Valdés, que prefería recibir órdenes únicamente de Gómez Bolaños. Su dimisión siguió a la de Villagrán, ocurrida a fines de 1978. Valdés solo llegó a filmar 12 episodios de El Chavo del 8 y 9 de El Chapulín Colorado en la temporada de 1979 (trabajando alrededor de tres meses), para luego dedicarse a otros proyectos personales.
Dos años después, en 1981, Valdés regresó al programa Chespirito, donde trabajó nuevamente con Gómez Bolaños durante un año. En esta nueva oportunidad, Valdés volvería a interpretar a Don Ramón en El Chavo del 8, así como a otros antiguos y nuevos personajes de diversos sketches del programa, excepto al del «Peterete», ya que en ese entonces el compañero del Chómpiras en «Los Caquitos» era el «Botija» (desde 1980), interpretado por Édgar Vivar. En este caso, Valdés tomo otro rol, el del «Licenciado Morales», aunque únicamente apareció en un solo sketch del segmento. Valdés se mantuvo incorporado al elenco desde marzo hasta noviembre de 1981, cuando nuevamente se retiró, apareciendo en algunos sketches previamente grabados en 1982 y 1983. Entre esa serie de problemas Valdés continuaría su proyecto actoral en la película de aventura y comedia OK míster Pancho, donde compartiría cartelera con María Elena Velasco.

### 1982-1988: proyectos con Carlos Villagrán y últimos trabajos
En 1982, alejado definitivamente de Chespirito, acompañó a Carlos Villagrán en su proyecto realizado en Venezuela, la comedia Federrico producida y transmitida por RCTV. En dicha serie personificó a don Moncho, pero debido a la baja audiencia, solo participó en la primera temporada del programa, y luego volvió a México, donde grabó la película El más valiente del mundo. Ese mismo año, filmó Los gatilleros del diablo. En 1985, colaboró con el cantante Luis Miguel para realizar el proyecto, Luis Miguel, aprendiz de pirata.
En 1987, regresó a la televisión mexicana con su excompañero de actuación Carlos Villagrán en ¡Ah qué Kiko!, retomando su personaje de Don Ramón. Aunque a diferencia de su papel en El Chavo del 8, en esta serie Don Ramón era el administrador de una tienda de abarrotes y Kiko su ayudante. De acuerdo a Villagrán, la última escena que el actor grabó la realizó un año antes de que falleciera, destacando que en la misma entraba a un cementerio y se perdía entre una espesa niebla que se encontraba en el lugar para realizar la secuencia.
Para el propio Villagrán, esto significó la partida de Valdés. Según él, ver a su amigo alejarse y desaparecer en la bruma blanca hasta perderse totalmente de vista fue algo premonitorio; debido a su salud deteriorada Valdés no pudo seguir actuando, por lo que dejó el programa ese mismo año.

## Vida personal
Contrajo matrimonio por primera vez con Ermelinda Andrade, y de su unión procrearon dos hijos, Rafael y Ramón. Se desconocen los detalles de su relación, por lo que es una incógnita su origen y la razón de su separación.
Su segunda esposa fue la cantante y compositora Araceli Julián, con quien se casó el 12 de abril de 1957. De su unión nacieron siete hijos, pero fallecieron dos, dos varones, uno en 1957 y el otro en 1971. Sus hijos sobrevivientes fueron cuatro niñas y un niño, Araceli Valdés Julián, Gabriela, Esteban, Carmen, y Selene. Permanecieron juntos hasta la muerte de Valdés en 1988, mientras que Araceli falleció en 1993.

## Muerte
El 9 de agosto de 1988, Valdés falleció en Ciudad de México a los 63 años de edad, a causa de un paro cardiorrespiratorio no traumático, cáncer medular y cáncer de próstata. Su cuerpo fue sepultado en una cripta del panteón Mausoleos del Ángel, ubicado en la misma ciudad.

## Legado

### Canal de YouTube

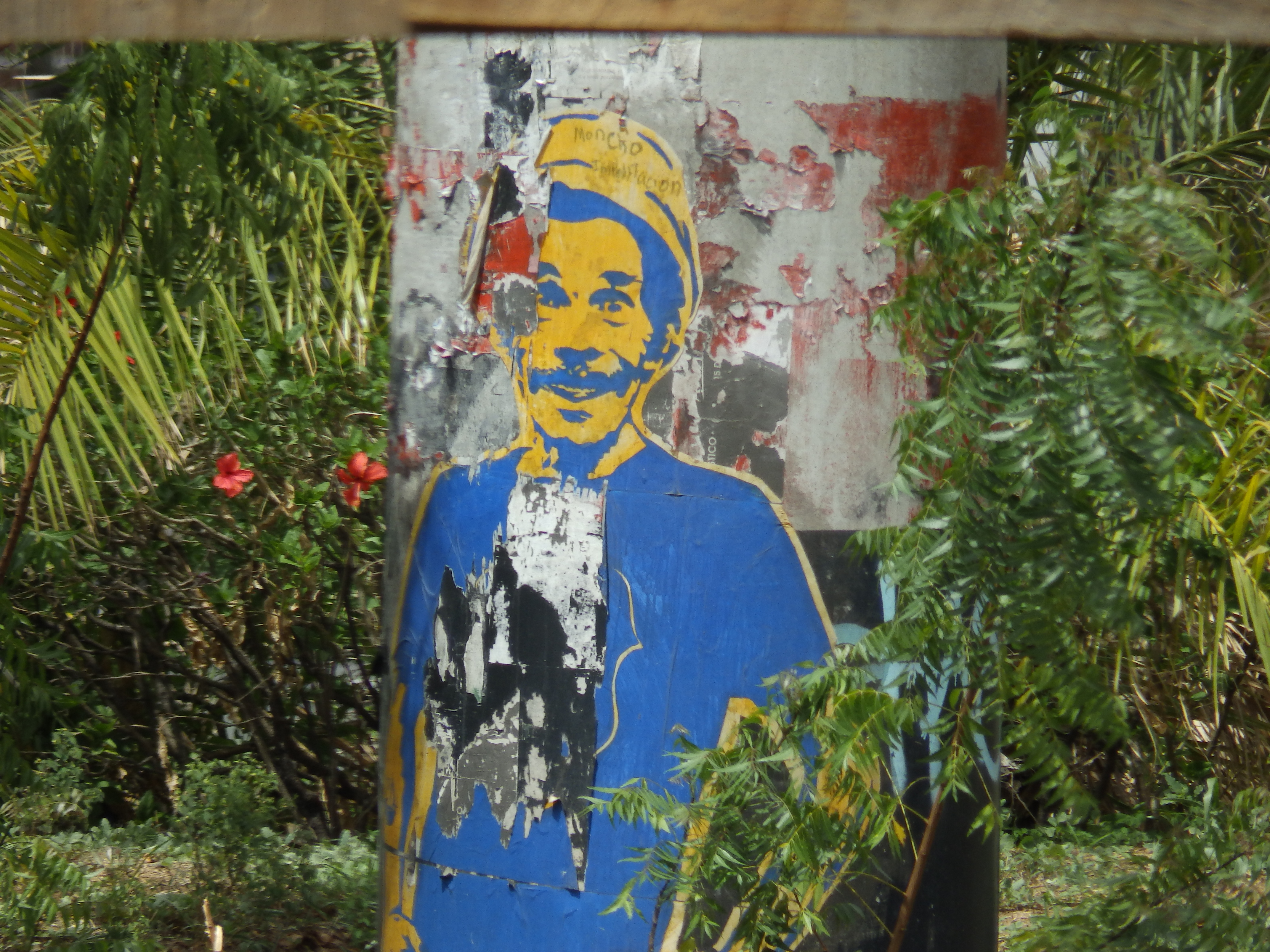
Pegatina de Valdés caracterizado como Don Ramón, fijada en un poste en Managua, Nicaragua, 2015.

En 2019, su hijo Esteban Valdés lanzó un tráiler en YouTube para Con permisito dijo Monchito, un canal en el que compartió anécdotas e historias de su padre, así como entrevistas con familiares, personas que lo conocieron, y compañeros de trabajo.

### Libros
En 2010, el escritor brasileño Pablo Kaschner publicó el libro Seu Madruga-Vila e Obra, cuya historia gira en torno a sus papeles en el Chavo del 8 y los programas de Roberto Gómez Bolaños en los que intervino. Seis años después, en 2021, su hijo Esteban estrenó Con permisito dijo Monchito, un libro biográfico sobre la vida y carrera de Valdés.

### Personificaciones
En 2025, el actor mexicano Miguel Islas lo personificó en Chespirito: sin querer queriendo, una serie biográfica sobre la vida y carrera de Roberto Gómez Bolaños.

### Videojuegos
| Año  | Título                   | Notas                        | Ref.          |
| ---- | ------------------------ | ---------------------------- | ------------- |
| 2003 | Street Chaves            | Como Don Ramón (Seu Madruga) | [ 50 ] [ 51 ] |
| 2003 | Super Magro World        | Como Don Ramón (Seu Madruga) | [ 52 ]        |
| 2004 | Codename Madruga         | Como Don Ramón (Seu Madruga) | [ 53 ]        |
| 2004 | Highway Crossing Madruga | Como Don Ramón (Seu Madruga) | [ 54 ]        |
| 2004 | Madruga From Mars        | Como Don Ramón (Seu Madruga) | [ 55 ]        |
| 2004 | Madruga Goes Home        | Como Don Ramón (Seu Madruga) | [ 56 ]        |
| 2004 | Madruga Craft            | Como Don Ramón (Seu Madruga) | [ 57 ] [ 58 ] |
| 2020 | Mortal Kombat New Era    | Como Don Ramón (Seu Madruga) | [ 59 ] [ 60 ] |
| 2022 | Street Chaves II         | Como Don Ramón (Seu Madruga) | [ 61 ]        |

## Filmografía

### Cine
| Año  | Título                                          | Papel                        | Notas                                    |
| ---- | ----------------------------------------------- | ---------------------------- | ---------------------------------------- |
| 1949 | Calabacitas tiernas                             | Willy                        |                                          |
| 1949 | Soy charro de Levita                            | Don Primitivo                | No acreditado                            |
| 1949 | Novia a la medida                               | Amigo de Rafael              | No acreditado                            |
| 1950 | El rey del barrio                               | El norteño                   |                                          |
| 1950 | La marca del zorrillo                           | Guardia                      | No acreditado                            |
| 1950 | Simbad el Mareado                               | Hampón con lentes            | No acreditado                            |
| 1951 | El revoltoso                                    | Detective de policía         | No acreditado                            |
| 1951 | ¡Ay amor... cómo me has puesto!                 | Panadero                     | No acreditado                            |
| 1951 | Mátenme porque me muero                         | Personaje desconocido        | No acreditado                            |
| 1952 | Las locuras de Tin-Tan                          | Empleado de nevería          | No acreditado                            |
| 1952 | El bello durmiente                              | Cavernario                   | No acreditado                            |
| 1953 | Me traes de un ala                              | González                     | No acreditado                            |
| 1953 | El vagabundo                                    | Acosador de mujer            |                                          |
| 1953 | Dios los cría                                   | Ramón; Otto Frijoleskraft    |                                          |
| 1953 | El mariachi desconocido                         | Detective                    | No acreditado                            |
| 1954 | Mulata                                          | Marinero                     | No acreditado                            |
| 1955 | Escuela de vagabundos                           | Taxista                      | No acreditado                            |
| 1955 | La vida no vale nada                            | Chófer de autobús            | No acreditado                            |
| 1956 | Una movida chueca                               | Preso                        |                                          |
| 1956 | Pura vida                                       | Caimán                       | No acreditado                            |
| 1956 | El sultán descalzo                              | Vendedor de tacos            | No acreditado                            |
| 1956 | El vividor                                      | El norteño                   |                                          |
| 1956 | Bodas de oro                                    | Personaje desconocido        | No acreditado                            |
| 1956 | El inocente                                     | Mecánico                     | No acreditado                            |
| 1957 | Las aventuras de Pito Pérez                     | Trailero                     |                                          |
| 1957 | Los tres mosqueteros y medio                    | Rochefort                    |                                          |
| 1958 | Escuela para suegras                            | Albañil                      | No acreditado                            |
| 1958 | Refifí entre las mujeres                        | Empleado de don Luis         | No acreditado                            |
| 1958 | Las mil y una noches                            | Personaje desconocido        |                                          |
| 1958 | La odalisca n.º 13                              | Personaje desconocido        |                                          |
| 1959 | Tres lecciones de amor                          | Tijerino, jefe de policía    | No acreditado                            |
| 1959 | El cofre del pirata                             | Personaje desconocido        |                                          |
| 1959 | Escuela de verano                               | Anastacio                    |                                          |
| 1959 | Vivir del cuento                                | Dos pisos                    | No acreditado                            |
| 1960 | Variedades de medianoche                        | Flaco, empleado televicentro | No acreditado                            |
| 1960 | Tin Tan y las modelos                           | Cocodrilo                    | No acreditado                            |
| 1960 | Una estrella y dos estrellados                  | Hipólito, mesero             |                                          |
| 1960 | El fantasma de la opereta                       | Policía                      | No acreditado                            |
| 1961 | El pandillero                                   | Locutor                      |                                          |
| 1961 | El duende y yo                                  | Ramón, borracho en cantina   |                                          |
| 1961 | Viva Chihuahua                                  | Personaje desconocido        |                                          |
| 1961 | Escuela de valientes                            | Andrés, caporal              | No acreditado                            |
| 1961 | Los inocentes                                   | Personaje desconocido        |                                          |
| 1961 | Jóvenes y rebeldes                              | El ratas                     | No acreditado                            |
| 1962 | El tigre negro                                  | Bandido                      | No acreditado                            |
| 1962 | El malvado Carabel                              | Tendero                      |                                          |
| 1962 | El centauro del norte                           | Personaje desconocido        |                                          |
| 1962 | Cazadores de asesinos                           | Bandido                      | No acreditado                            |
| 1962 | Dinamita Kid                                    | Damián                       | No acreditado                            |
| 1962 | Los valientes no mueren                         | Personaje desconocido        |                                          |
| 1962 | ¡En peligro de muerte!                          | Hillbilly                    |                                          |
| 1962 | Ruletero a toda marcha                          | Juez del registro civil      | No acreditado                            |
| 1963 | Los amigos Maravilla en el mundo de la aventura | Personaje desconocido        | No acreditado                            |
| 1963 | El tesoro del rey Salomón                       | Ali Ben                      |                                          |
| 1963 | Vuelven los Argumedo                            | Ramírez, alguacil            | No acreditado                            |
| 1963 | Fuerte, audaz y valiente                        | Personaje desconocido        |                                          |
| 1963 | Entrega inmediata                               | Original XU 777              | No acreditado                            |
| 1964 | Buenos días, Acapulco                           | Chofer gangoso de Ricardo    |                                          |
| 1964 | Vivir de sueños                                 | Personaje desconocido        |                                          |
| 1964 | La sonrisa de los pobres                        | Personaje desconocido        |                                          |
| 1964 | Mi alma por un amor                             | Director de cine             |                                          |
| 1964 | Héroe a la fuerza                               | Papá de Caín y Abel          |                                          |
| 1964 | Campeón del barrio (Su última canción)          | Gancho                       | Acreditado como Ramón Valdés Castillo    |
| 1965 | El amor no es pecado (El cielo de los pobres)   | Don Cosme                    | No acreditado                            |
| 1965 | Diablos en el cielo                             | Personaje desconocido        | Acreditado como Ramón Valdés Castillo    |
| 1965 | El padre Diablo                                 | Personaje desconocido        |                                          |
| 1965 | Mi héroe                                        | Personaje desconocido        |                                          |
| 1965 | El pecador                                      | Juan el mesero               | Acreditado como Ramón Valdés Castillo    |
| 1965 | El rifle implacable                             | Roque                        | Acreditado como Ramón Valdés Castillo    |
| 1965 | Tintansón CruZoe                                | God Mio Mao                  |                                          |
| 1965 | Los fantasmas burlones                          | Empleado del carnaval        | Acreditado como Ramón Valdés Castillo    |
| 1965 | El señor doctor                                 | Paciente vendado             | No acreditado                            |
| 1966 | El tragabalas                                   | Soldado                      | Acreditado como Ramón Valdez Castillo    |
| 1966 | Duelo de pistoleros                             | El flaco                     | No acreditado                            |
| 1966 | El falso heredero                               | Policía                      |                                          |
| 1966 | Cada quién su lucha                             | Malhechor                    | Acreditado como Ramón Valdéz             |
| 1966 | Tirando a gol                                   | Juez del registro civil      |                                          |
| 1966 | ¡Viva Benito Canales!                           | Lencho                       | No acreditado                            |
| 1966 | Cargamento prohibido                            | Hombre en cabaret            | No acreditado                            |
| 1966 | El ángel y yo                                   | Chilaquil                    |                                          |
| 1966 | El indomable                                    | Personaje desconocido        | Acreditado como Ramón Valdés Castillo    |
| 1966 | La cigüeña distraída                            | El Flaco, ladrón             | Acreditado como Ramón Valdéz             |
| 1967 | Crisol                                          | Efraín                       |                                          |
| 1967 | Retablos de la Guadalupana                      | Personaje desconocido        |                                          |
| 1967 | El pícaro                                       | Espectador en estadio        | No acreditado                            |
| 1967 | Un par de roba chicos                           | Roba chico                   | Acreditado como Ramón Valdéz             |
| 1968 | El caudillo                                     | Acreditado como Ramón Valdéz |                                          |
| 1968 | Corona de lágrimas                              | Don Romualdo                 | No acreditado                            |
| 1969 | Cuernos debajo de la cama                       | Detective                    |                                          |
| 1969 | Duelo en El Dorado                              | Esbirro de Poveda            | No acreditado                            |
| 1969 | El aviso inoportuno                             | El sastre                    |                                          |
| 1970 | Gregorio y su ángel                             | Personaje desconocido        |                                          |
| 1970 | Los juniors                                     | Personaje desconocido        | No acreditado                            |
| 1970 | El cuerpazo del delito                          | Gordo                        | Segmento: «La rebelde»                   |
| 1970 | La hermanita Dinamita                           | Conductor de ambulancia      |                                          |
| 1970 | El capitán Mantarraya                           | El Ingeniebrio               |                                          |
| 1970 | Chanoc en las garras de las fieras              | Don Arturo                   |                                          |
| 1970 | ¡Ahí, madre!                                    | Entrenador de futbol         |                                          |
| 1971 | El profe                                        | Papá de Martín               | No acreditado                            |
| 1971 | Los Beverly del Peralvillo                      | Cliente afeminado taxi       | Acreditado como Ramón Valdez             |
| 1972 | Chanoc contra el tigre y el vampiro             | Pata larga                   |                                          |
| 1973 | Entre pobretones y ricachones                   | Personaje desconocido        | No acreditado                            |
| 1973 | Las tarántulas                                  | Personaje desconocido        |                                          |
| 1975 | Chanoc en el foso de las serpientes             | Tsekub Baloyán               |                                          |
| 1977 | Chanoc en la isla de los muertos                | Tsekub Baloyán               |                                          |
| 1979 | El Chanfle                                      | Moncho Reyes                 |                                          |
| 1979 | En esta primavera                               | Personaje desconocido        | Acreditado como Ramón Valdéz «Ron Damón» |
| 1979 | Chanoc en el circo Unión                        | Tsekub Baloyán               |                                          |
| 1980 | El secuestro de los cien millones               | Personaje desconocido        |                                          |
| 1981 | Okey, Mister Pancho                             | Gran Jefe Chivo Loco         | Acreditado como Ramón Valdés «Don Ramón» |
| 1985 | Los gatilleros del diablo                       | Compadre Lucas               | Acreditado como Ramón Valdéz             |
| 1986 | El más valiente del mundo                       | Personaje desconocido        |                                          |

### Televisión
| Año             | Título                              | Papel                                    |
| --------------- | ----------------------------------- | ---------------------------------------- |
| 1968            | El ciudadano Gómez                  |                                          |
| 1968-1973       | Los supergenios de la Mesa Cuadrada | Ingeniebrio Ramón Valdés / Tirado Alanís |
| 1970-1973, 1981 | Chespirito                          | Varios personajes                        |
| 1971-1982       | El Chavo del 8                      | Don Ramón                                |
| 1973-1979       | El Chapulín Colorado                | Varios personajes                        |
| 1982            | Federrico                           | Don Moncho                               |
| 1987-1988       | ¡Ah qué Kiko!                       | Don Ramón                                |

### Videos musicales
| Año  | Título             | Artista     | Papel  |
| ---- | ------------------ | ----------- | ------ |
| 1985 | Aprendiz de Pirata | Luis Miguel | Pirata |